# 上海宝山国际民间艺术博览馆
上海宝山国际民间艺术博览馆是中華人民共和國上海市寶山區的一個以展示各國民间艺术、民俗文化的展覽館，同時也是国家AAAA级旅游景区，总建筑面积14600平方米。外觀設計來自於中国结這一形象。博览馆于2010年10月16日建成开放。